# Barbaralan
Barbaralan ist ein ungesättigter polycyclischer C9H10-Kohlenwasserstoff, bei dem eine 3,4-Homotropiliden-Einheit mit einer Methylengruppe überbrückt ist.

## Darstellung
Die Erstsynthese von Barbaralan wurde 1967 von Hans Musso et al. beschrieben. Ausgehend von Triasteranon (1) erhält man durch Umsetzung mit Tosylhydrazid (2) das Tosylhydrazon (3), welches sich beim Erhitzen mit Natriumglycolat unter Abspaltung von Stickstoff und eines p-Toluolsulfinat-Ions im Sinne einer Bamford-Stevens-Reaktion über das intermediäre Kation (4) zu Barbaralan (5) umsetzt.
Eine von William von Eggers Doering et al. entwickelte alternative Syntheseroute geht von Cycloheptatrien (1) aus. Über das Tropylium-Kation wird zunächst eine Nitrilgruppe eingeführt, deren Methanolyse zu dem Ester (3) führt. Es folgt die Hydrolyse zur Carbonsäure (4) und die Überführung in das Säurechlorid (5) mit Thionylchlorid. Die Umsetzung mit Diazomethan ergibt Verbindung (6). In Gegenwart von Kupfer erhält man unter Stickstoffabspaltung ein Carben, das intramolekular unter Bildung eines Cyclopropanrings mit der mittleren Doppelbindung des Cycloheptatrienrings reagiert. Man erhält das Barbaralon (7). Die Reduktion von Barbaralon mit Lithiumaluminiumhydrid ergibt den Alkohol (8), der sich nach Überführung mit Methansulfonylchlorid in die Mesylatverbindung (9) mit Lithiumaluminiumhydrid zu Barbaralan (10) reduzieren lässt.
Die Verbindungen Barbaralon und Barbaralan wurden nach der Chemikerin Barbara M. Ferrier aus der Arbeitsgruppe von W. v. E. Doering benannt.

## Eigenschaften
Als überbrücktes 3,4-Homotropiliden gehört das Barbaralan wie das Bullvalen oder das Semibullvalen zu den Molekülen mit einer „fluktuierenden Struktur“. Aufgrund der degenerierten Cope-Umlagerung stehen zwei strukturidentische Valenzisomere miteinander im schnellen Gleichgewicht:
Da durch die Methylenbrücke die cisoide Konformation der Homotropilideneinheit fixiert ist, ist die Aktivierungsenergie der Cope-Umlagerung niedriger als beim 3,8-Homotropiliden und wie bei diesem ist das NMR-Spektrum temperaturabhängig. Bei −100 °C zeigt das NMR-Spektrum eine ausgeprägte Feinstruktur für die Signale der sechs unterschiedlichen Wasserstoffatom-Gruppen des Moleküls. Bei 25 °C erhält man die vier Mischsignale der beiden Valenzisomeren.